# Oreochromis squamipinnis
Espèce
Statut de conservation UICN

 CR A2d : 
En danger critique
Synonymes
- Chromis squamipinnis Günther, 1864
- Sarotherodon squamipinnis (Günther, 1864)
- Tilapia squamipinnis (Günther, 1864)
- Chromis niloticus (non Linnaeus, 1758)[1]

Oreochromis squamipinnis est une espèce de poisson de la famille des cichlidae et de l'ordre des Cichliformes. Cette espèce est endémique de l'Afrique. Il fait partie des nombreuses espèces regroupées sous le nom de Tilapia.

## Répartition géographique
Cette espèce est présente uniquement dans le lac Malawi, le lac Malombe et la rivière Shire.

## Menaces et conservation
L'UICN (24 février 2023) classe l'espèce en catégorie CR (en danger critique) dans la liste rouge des espèces menacées depuis 2018. L'espèce  a vu sa population décliner de 94 % en 10 ans.